# ایکس‌تی‌ای جی۱۷۳۹–۲۸۵
ایکس‌تی‌ای جی۱۷۳۹-۲۸۵ یک ستاره است که در صورت فلکی مارافسای قرار دارد.